# Anton de Vieira

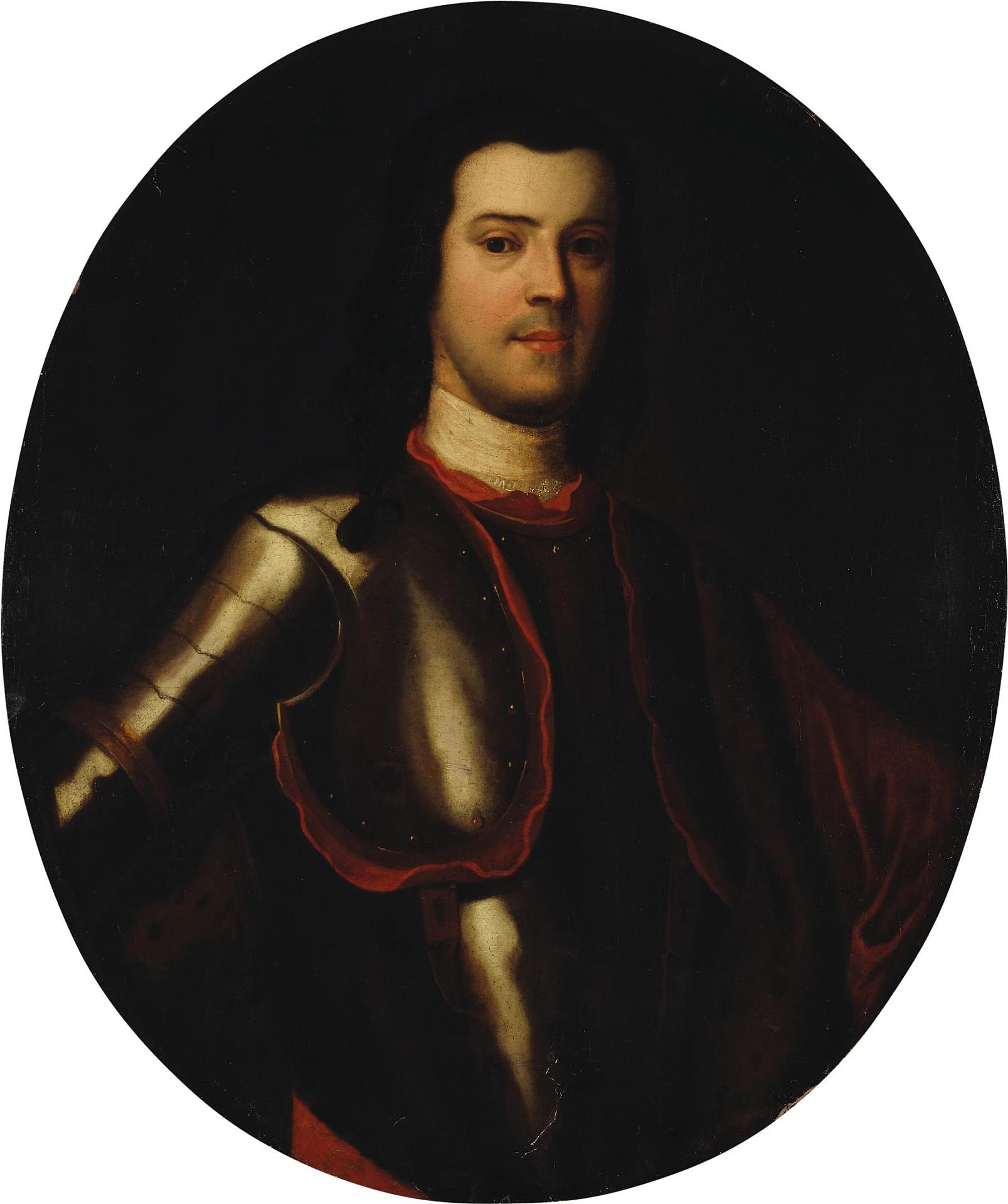
Anton de Vieira

Graf Anton de Vieira, eigentlich António Manuel de Vieira, auch Anton Emanuelitsch Deviiere, russisch Анто́н Мануи́лович Девие́р, (* 1682; † 6. Juli 1745 in Sankt Petersburg) war ein russischer Generalleutnant, Polizeipräsident von Sankt Petersburg und Gouverneur von Ochotsk. 

## Leben
Über Anton de Vieira frühen Lebensweg ist wenig bekannt. Möglicherweise stammte er aus der portugiesischen Provinz Minho und war Angehöriger der Volksgruppe der Marranen, iberische Juden, die unter Zwang oder schwerem Druck zum Christentum bekehrt wurden. Die Familie immigrierte später nach Amsterdam. Peter der Große traf bei seinem ersten Besuch in Holland den jungen Kajüten, nahm ihn mit nach Russland und verschaffte ihn einen Platz in seiner Garde. Vieira warb um die Hand von Anna Danilowna Menschikowa, der Schwester seines Widersachers Alexander Danilowitsch Menschikows, zu der Heirat Peter seine Zustimmung gab.
Zum Gardeoffizier und Adjutanten aufgestiegen, übertrug ihm Peter den Posten des Generalpolizeimeisters von Sankt Petersburg. 1721 wurde er zum Generalleutnant befördert. Katharina I. verlieh ihn dem Alexander-Newski-Orden und erhob ihn in den russischen Grafenstand. Vieira versuchte die Pläne seines Schwagers Menschikow zu durchkreuzen, dessen Tochter mit Peter II. zu verheiraten, worauf er in Haft genommen, gefoltert und nach Sibirien verbannt wurde. 1727 klagte man Menschikow des Hochverrates an und verbannte ihn ebenfalls nach Sibirien, wo er 1729 starb.
Vitus Bering beorderte ihn 1739 als Gouverneur nach Ochotsk an der Pazifikküste. Vieira legte dort einen Hafen an und begann mit der Errichtung der eigentlichen Stadt, die wie das Meer nach dem Fluss Ochota benannt wurde. 1742 wurde Kaiserin Elisabeth Petrowna auf das Schicksal des alten Weggefährten ihres Vaters aufmerksam. Er durfte Sankt Petersburg zurückkehren und erhielt Ämter und Würden zurück. Anton de Vieira starb am 6. Juli 1745 in Sankt Petersburg und fand seine letzte Ruhestätte auf dem Lazarus-Friedhof am Alexander-Newski-Kloster.

## Familie
Anton de Vieira war mit Anna Danilowna Menschikowa verheiratet. Aus der Ehe gingen die Kinder, Peter, Alexander, Anna und Anton hervor. 

## Auszeichnungen
- Alexander-Newski-Orden